# Erwin Isaacs
Erwin Bradley Isaacs (Kaapstad, 21 december 1986) is een Zuid-Afrikaans voetballer die doorgaans als rechtsbuiten speelt. Isaacs maakte in 2011 zijn debuut in het Zuid-Afrikaans voetbalelftal.

## Clubcarrière
Tussen 2003 en 2012 speelde Isaacs voor Santos Kaapstad. In 2015 verruilde hij Bidvest Wits voor Ajax Cape Town. Daar werd hij in februari 2018 op staande voet ontslagen nadat hij middels camerabeelden betrapt was op het stelen van schoenen van technisch adviseur Foppe de Haan.

## Interlandcarrière
Op 14 mei 2011 maakte Isaacs zijn debuut voor het Zuid-Afrikaans voetbalelftal. In de vriendschappelijke wedstrijd tegen Tanzania startte hij in de basis en werd hij na 61 minuten gewisseld voor Thabo Matlaba.
| Interlands van Erwin Isaacs voor Zuid-Afrika | Interlands van Erwin Isaacs voor Zuid-Afrika | Interlands van Erwin Isaacs voor Zuid-Afrika | Interlands van Erwin Isaacs voor Zuid-Afrika | Interlands van Erwin Isaacs voor Zuid-Afrika | Interlands van Erwin Isaacs voor Zuid-Afrika |
| №                                            | Datum                                        | Wedstrijd                                    | Uitslag                                      | Competitie                                   | Goals                                        |
| Als speler van Santos Kaapstad               | Als speler van Santos Kaapstad               | Als speler van Santos Kaapstad               | Als speler van Santos Kaapstad               | Als speler van Santos Kaapstad               | Als speler van Santos Kaapstad               |
| -------------------------------------------- | -------------------------------------------- | -------------------------------------------- | -------------------------------------------- | -------------------------------------------- | -------------------------------------------- |
| 1.                                           | 14 mei 2011                                  | Tanzania – Zuid-Afrika                       | 0 – 1                                        | Vriendschappelijk                            | 0                                            |
| 2.                                           | 8 oktober 2011                               | Zuid-Afrika – Sierra Leone                   | 0 – 0                                        | Afrika Cup 2012 (kwalificatie)               | 0                                            |

Bijgewerkt op 7 januari 2016.